# أندرا داي
كسندرا مونيك «أندرا» باتي (Cassandra Monique "Andra" Batie) وتعرف أكثر باسمها الفني آندرا داي (Andra Day) هي مغنية وكاتبة أغاني أمريكية، من مواليد 30 ديسمبر 1984.

## روابط خارجية
- أندرا داي على موقع IMDb (الإنجليزية)
- أندرا داي على موقع روتن توميتوز (الإنجليزية)
- أندرا داي على موقع مونزينجر (الألمانية)
- أندرا داي على موقع ألو سيني (الفرنسية)
- أندرا داي على موقع ميوزك برينز (الإنجليزية)
- أندرا داي على موقع أول ميوزيك (الإنجليزية)
- أندرا داي على موقع ديسكوغز (الإنجليزية)
- أندرا داي على موقع قاعدة بيانات الفيلم (الإنجليزية)